# Cryptus subquadratus
Cryptus subquadratus là một loài tò vò trong họ Ichneumonidae.